# نظام‌الدین مهندس‌الممالک غفاری
نظام‌الدین مهندس‌الممالک غفاری (۱۰ شعبان ۱۲۶۰ (قمری) میرزانظام _ مراغه  – ۱۳۳۳ (قمری) مراغه) دانشمند و دولتمرد عصر قاجار بود.
مهندس‌الممالک در جوانی برای تحصیل به فرانسه رفت و از مدرسه پلی‌تکنیک در پاریس با مدارج عالی فارغ‌التحصیل شد. پس از بازگشت به معلمی ناصرالدین شاه قاجار برگزیده شد. پس از مدتی رئیس مجلس تحقیق وزارت عدلیه شد. مدتی به معلمی مظفرالدین‌میرزا ولیعهد به تبریز رفت. در سال‌های ۱۳۱۷ قمری و ۱۳۲۰ قمری وزیر فوائد عامه و معادن بود. در دولت دوم مستوفی الممالک که در پنجم ربیع الثانی ۱۳۳۳ (اسفند ۱۲۹۳) به مجلس معرفی شد، وزیر تجارت و فوائد عامه بود.
مهندس‌الممالک تالیفات بسیاری داشت و برابر بسیاری از اصطلاحات علمی را برای نخستین بار در زبان فارسی وضع کرد.
پدرش میرزا ابراهیم غفاری نام داشت. مهندس‌الممالک سه برادر به نام‌های میرزا محمدعلی‌خان مصدق‌الدوله، میرزا زین‌العابدین‌خان شریف‌الدوله و میرزا جلال داشت. 
مهندس‌الممالک از ازدواج با بایسته خانم طلعت‌الدوله دختر جلال‌الدین میرزا (پسر پنجاه و پنجم فتحعلی شاه) چهار پسر و پنج دختر داشت. پسر ارشد ایشان امیر جلال‌الدین غفاری (مهندس‌الممالک دوم) بود. یکی از پسرانش به نام امیرسهام‌الدین غفاری (ذکاءالدوله) چند سال وزیرمختار ایران در سوئیس بود. پسر دیگرش امیرسیف‌الدین غفاری با سرور اقدس دختر مهدی‌قلی‌خان مجدالدوله ازدواج کرد. از دخترانش خانم نصرت‌الملوک غفاری با سلطان حسین میرزا پسر محمدتقی میرزا رکن‌الدوله ازدواج کرد و یکی دیگر از دخترانش به نام خانم افسرالملوک عیال احمدعلی سپهر (مورخ‌الدوله) شد.